# Radiotelescopi

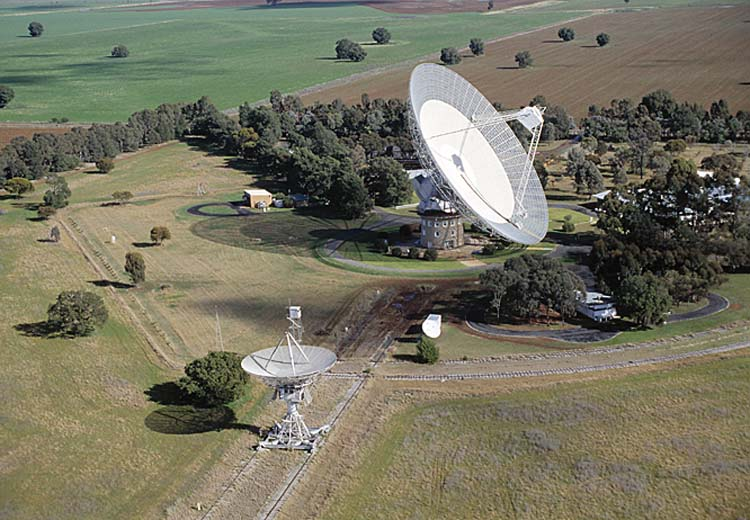
El radiotelescopi Parkes de 64 metres a New South Wales, Austràlia (el més gran dels dos)

Un radiotelescopi capta ones emeses per fonts de ràdio, generalment a través d'una gran antena parabòlica o un conjunt d'elles, a diferència d'un telescopi ordinari, que produeix imatges en llum visible.
El primer radiotelescopi feia 9 metres i fou construït per Grote Reber el 1937. A principis dels anys 50, l'interferòmetre Cambridge va realitzar una anàlisi del cel que va donar lloc als famosos mapes 2C i 3C de fonts de ràdio. A la fi de la dècada, el radiotelescopi d'una sola antena més gran del món era el telescopi de 76 metres a Jodrell Bank, posat en funcionament en 1957. Aquest va ser l'últim de molts radiotelescopis construïts a mitjan segle xx i ha estat superat per telescopis i conjunts d'ells més moderns.
El radiotelescopi individual més gran del món és el RATAN-600 Arxivat 2018-05-27 a Wayback Machine. (Rússia) amb la seva antena circular de 576 metres de diàmetre. El radiotelescopi més gran d'Europa és l'antena de 100 metres de diàmetre situada a Effelsberg, Alemanya, que a més va ser el telescopi totalment mòbil més gran durant 30 anys, fins que es va inaugurar el Green Bank Telescope el 2000. El radiotelescopi més gran dels EUA fins a 1998 era el Big Ear de la Universitat Estatal d'Ohio. La grandària típica d'una antena de radiotelescopi és de 25 metres. Hi ha dotzenes de radiotelescopis de dimensions similars funcionant en observatoris de tot el món.
El radiotelescopi més conegut (malgrat que no és mòbil) probablement és el radiotelescopi d'Arecibo, a Arecibo, Puerto Rico.
Un altre radiotelescopi molt conegut és el Very Large Array (VLA), a Socorro, Nou Mèxic. Aquest telescopi és un array interferomètric compost per 27 antenes.
El major conjunt de radiotelescopis existent en l'actualitat és el GMRT.

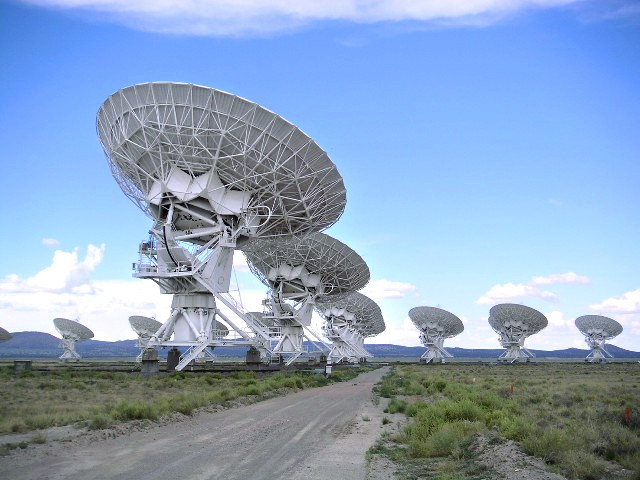
El Very Large Array. Com molts altres telescopis, aquest és un array interferomètric format per dos telescopis més petits.

Un altre conjunt més gran, el Low Frequency Array (LOFAR), està en construcció a l'Europa occidental (Països Baixos i Alemanya), format per 25.000 petites antenes distribuïdes en una àrea de diversos centenars de quilòmetres de diàmetre.
La part de l'astronomia dedicada a les observacions a través de radiotelescopis es denomina radioastronomia.
Molts objectes celestes, com els púlsars o galàxies actives (com els quàsars) emeten radiacions de radiofreqüència i són per això més "visibles", o fins i tot només visibles en la regió de ràdio de l'espectre electromagnètic. Examinant la freqüència, potència i temps de les emissions de ràdio d'aquests objectes, els astrònoms són capaços d'ampliar la nostra comprensió de l'Univers.
Els radiotelescopis també s'utilitzen de vegades en projectes com el SETI i en el seguiment de vols espacials no tripulats.